# Тромп-л'ьой
Тромп-л'ьой (френски: Trompe-l'œil, произнасяно [tʀɔ̃pˈlœɪ̯], в превод на български: „заблуди окото“, от френски: tromper „заблуди“ и от френски: l’œil „окото“) или също (през руски) тромпльой е илюзионна живопис, която симулира триизмерност посредством изобразяване в перспектива.
Илюзионната стенна и таванна живопис създава псевдо-архитектура и разширява оптиката на архитектурата, например чрез изобразяване на „изгледи“ към въображаеми (илюзионни) пейзажи. Чрез използване на принудителната перспектива помещенията могат да се направят да изглеждат по-големи или по-малки.

## История
Най-старите оцелели примери за тромп-л'ьой са известни от Помпей. Тази техника на рисуване обаче е забравена през Средновековието и се възражда през Ренесанса – появявайки се първо в Италия – с преоткриването на перспективата. В светската живопис тромп-л'ьой често се използвал за естетическо подобряване на неясни оформления на помещенията или за създаване на привидни гледки към аркадски пейзажи в стаите.
От XV век насам художници се опитват да създават във вътрешни помещения изкуствени гледки през ужким прозорци и куполи посредством изрисувана псевдо-архитектура, за да уголемят визуално помещенията с цел величаене на хазяина, но и с цел да се създаде приятна, хуманистично повлияна гледка към пейзажа, изпълваща с наслада. Шаблоните за това често са били заимствани от древните писма за вилите на Плиний Млади. Добри примери са създадените от Андреа Мантеня между 1465 и 1474 г. за Лудовико III Гонзага стенописи в Camera degli Sposi (Мантуа, Кастел Сан Джорджо, Италия) или стенописът на Паоло Веронезе с фалшиви гледки през прозорец във венецианската вила Барбаро (Мазер) от около 1560 г. Тромп-л'ьой може да бъде представен и под формата на псевдо-архитектура върху фасади на сгради.
В сакралната живопис разцветът на тромп-л'ьой започва с Контрареформацията. Сводестите тавани на маниерските църкви на йезуитите са били изрисувани с възнесението на Исус или Мария и по този начин са били „отворени“ към небето. В рококото тези изображения отново стават по-светски и се обръщат към класически-древните теми, например изображенията на богове.

## Кводлибет
Често термините тромп-л'ьой и кводлибет се използват еднозначно. Кводлибет обаче всъщност се отнася до изображения, които показват купчина от неподредени малки неща. Освен това, кводлибети често се правят под формата на графични листове, докато тромп-л'ьой се правят по-често като картини. Добре познатият мотив за кводлибет са измамно реално изглеждащи документи, някои с навити ъгли (виж по-горе). Кводлибет често също възпроизвеждат реалистични предмети, които висят например на дървена стена.
Куодлибетите са били съществена част от развитието на европейската живопис на натюрморта, която се развива особено ясно в Холандия и Фландрия в края на XVII и XVIII век. Обособяващи този стил творчески работи са например Кводлибет от Корнелис Гийсбрехтс (1675 г.) и Квод Либет от Едуард Колиър (1701 г.).

## Днешна употреба
В днешно време тромп-л'ьой се появява в интериорния дизайн (на предимно частни домове), където стенната живопис навлиза отново от около 1980 г. Един от пионерите е бил английският художник Греъм Ръст. Тромп-л'ьой също се възражда и при проектирането на обществени пространства, за да прикрие архитектурните недостатъци във фасадите и да създаде оживена атмосфера в стерилни градски празни пространства; тромп-л'ьой е описан от философа Робърт Пфалер като „интерпасивна практика“. Интерпасивността е социално-критична теория, гласяща, че в днешно време много хора са неспособни сами да изпитват чувства, а делегират тази отговорност на други (напр. в комедийни сериали или шоута се пуска изкуствен смях на публика, за да покаже на зрителя, кога той трябва да се смее).

## Тромп лой картини и скулптури
- Корнелис Гийсбрехтс, Гръб на картина, 1670 г.
- Едуард Колиър – Вестници, писма и писмени принадлежности на дървена дъска, около 1699 г.
- Кацнал „летящ килим“, мозаична скулптура на стълбите на метростанция „Американски природонаучен музей“ в Ню Йорк
- Мраморен бюст с псево-воал, XIX век
- Франсоа-Ксавие Виспре „доизрисува“ около 1760 г. гравюра на Филип Мерсие, покривайки я със стъклена рамка.